# Et alt for kort liv - tragedien om Robert Enke
Et alt for kort liv - tragedien om Robert Enke er en biografi af Ronald Reng fra 2010, om Hannover 96-anføreren og målmanden Robert Enke fra Tyskland, der begik selvmord den 10. november 2009.

## Synopsis
Bogen detaljere Robert Enkes liv, især fokuserer den på Enkes kamp med depression. Reng fokuserer også på sit venskab med Enke, med hvem han skulle være med til at skrive en biografi.

## Modtagelse
Kritikernes modtagelse af Et alt for kort liv var positive, og bogen modtog blandt andet William Hill Sports Book of the Year-prisen i 2011.
Critical reception for A Life too Short has been positive, with the book receiving the 2011 William Hill Sports Book of the Year Award. The Guardian roste Et alt for kort liv som værende "velfortalt og sensitiv", og William Hill-grundlæggeren Graham Sharpe sagde det var et "uovertruffent stykke sportsforfatterskab".
I Danmark kaldte Information bogen for "den måske bedste fodboldbog i sæsonen".